# André Devreker
André Devreker (Leisele, 8 november 1922 – Sint-Martens-Leerne, 15 april 2012) was een Belgisch econoom aan de Faculteit Economie en Bedrijfskunde aan de Rijksuniversiteit van Gent. Het auditorium 01 van het gebouw Hoverniersberg van de Faculteit is naar hem genoemd.
Hij introduceerde in de jaren vijftig het moderne keynesianisme aan de Gentse universiteit, waar hij verschillende generaties van macro-economen vormde, waaronder Willy Van Rijckeghem en Herman Verwilst.
Hij was decaan van de faculteit van 1970 tot 1972 en rector van de universiteit van 1973 tot 1977.
Van januari 1954 tot december 1960 was hij vice-voorzitter van de in 1951 ingestelde Prijzencommisie (in 1969 vervangen door de Commissie tot regeling der prijzen), een adviesorgaan voor de Minister van Economische Zaken.
In de jaren 60 en 70 was hij een van de hoofdredacteurs van de zevende editie van de Grote Winkler Prins encyclopedie (Elsevier).
Devreker was ook een periode voorzitter van de raad van bestuur van de ASLK. In het verleden een overheidsinstelling en bank die in de jaren 90 werd geprivatiseerd en opging in Fortis.

## Publicaties
- Welvaartsproblemen in Vlaanderen (De Nederlandsche Boekhandel, Antwerpen 1958).
- Voorwaarden en technieken van economische planning in een Westerse democratie, in De Belgische economie in 1970. Notulen. (Gent 1961), blz. 843 e.v.
- De monetaire aspecten van de economische politiek, in J.E. Andriessen en M.A.G. van Meerhaeghe (eds.) Theorie van  de  Economische  Politiek (Stenfert  Kroese, Leiden 1962).

- Digitale Bibliotheek voor de Nederlandse Letteren: devr008
- International Standard Name Identifier: 0000 0003 8819 1683
- Nederlandse Thesaurus van Auteursnamen: 067515339
- Virtual International Authority File: 281339218
- WorldCat: E39PBJjXmGWRK6DF6MXvqq9Rrq